# Самбатион (река)
Самбатион, Самфат, Сафат (ивр. סמבטיון‎ и др.; Саббатион, др.-греч. Σαββάτις; от евр. шаббат — «субботняя река») — сказочная река в древнераввинской и средневековой еврейской письменности, протекающая на границе неведомой страны, в которой живут десять потерянных колен Израилевых, называемые «Моисеевы дети», уведённых в ассирийский плен. Самбатион был сюжетом сказаний. Впервые Самбатион упоминается y Плиния и Иосифа Флавия.

## Этимология
Название реки происходит от евр. шаббат (суббота) и означает «субботняя река». Имеются вариации названия: Самбатион (ивр. סמבטיון‎), Самфат, Сафат, Санбатион (סנבטיון‎), Саббатион (др.-греч. Σαββάτις) и т. д.
По версиям, ассоциирующим реку с Днепром или другими реками Киевской области, название связывали также с тем, что у некоторых рек проходили субботние торги. Из-за этого иностранные путешественники могли посчитать, что этот эпитет был её названием.

## Локализации
Средневековые писатели обычно помещали реку в наиболее отдалённых областях обитания еврейских общин: в Азии, Африке, Индии и Восточной Европе.
Разные версии ассоциируют эту реку с Днепром и предполагают, что единичное средневековое название Киева «Самватас» могло произойти от названия этой реки. Это связывается с хазарско-иудейской топонимикой Киева. Эта же версия ассоциирует её с рекой Смородиной древнерусских былин, иногда называвшейся Израй и Сафат.